# Teba
Teba ist eine südspanische Kleinstadt und eine Gemeinde (municipio) mit 3.702 Einwohnern (Stand: 2024) in der Provinz Málaga in der Autonomen Region Andalusien. Teba gehört zu den „Weißen Dörfern“ (Pueblos Blancos) der Provinz Málaga.

## Lage
Der Ort Teba liegt zwischen zwei 600 bis 700 m hohen Berghügeln gut 72 km nordwestlich der Hafenstadt Málaga in einer Höhe von ca. 540 bis 570 m. Die Stadt Ronda ist knapp 45 km (Fahrtstrecke) in südwestlicher Richtung entfernt. Das Klima im Winter ist gemäßigt, im Sommer dagegen warm bis heiß; Regen (ca. 700 mm/Jahr) fällt – mit Ausnahme der nahezu regenlosen Sommermonate – verteilt übers ganze Jahr.

## Bevölkerungsentwicklung
| Jahr      | 1857  | 1900  | 1950  | 2000  | 2020  |
| Einwohner | 4.542 | 5.488 | 7.616 | 4.301 | 3.726 |

Der deutliche Bevölkerungsrückgang in der zweiten Hälfte des 20. Jahrhunderts ist im Wesentlichen auf die Mechanisierung der Landwirtschaft, die Aufgabe bäuerlicher Kleinbetriebe und den daraus resultierenden Verlust von Arbeitsplätzen zurückzuführen.

## Wirtschaft
Die Menschen früherer Jahrhunderte lebten im Wesentlichen als Selbstversorger von der Landwirtschaft, zu der auch der Wein- und Olivenanbau gehörte; im Ort selbst ließen sich auch Händler, Handwerker und Dienstleister aller Art nieder. Heute spielt der innerspanische Tourismus eine nicht unwesentliche Rolle im Wirtschaftsleben der Gemeinde.

## Geschichte

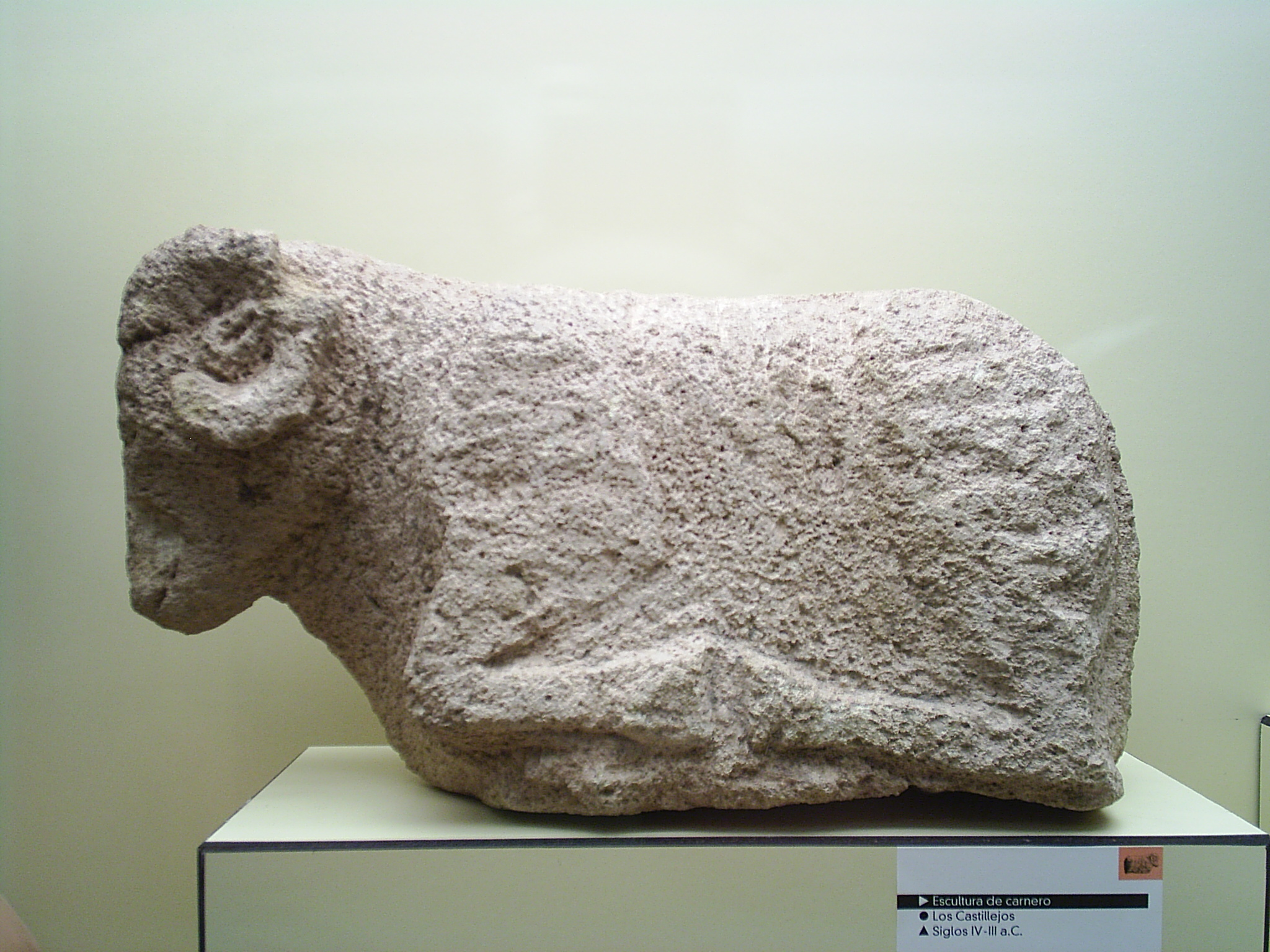
Phönizischer Widder

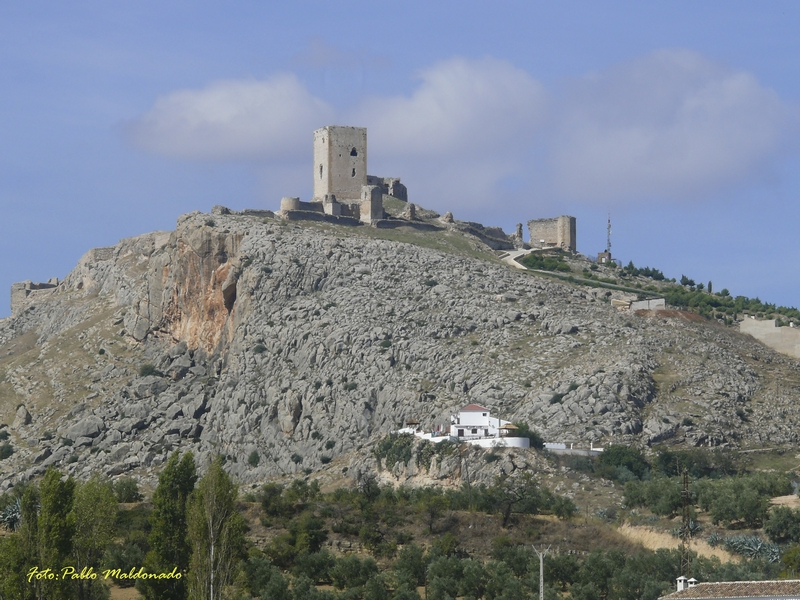
Castillo de la Estrella

Auf dem Gemeindegebiet wurden jungsteinzeitliche Funde gemacht, die der Zeit zwischen den Jäger und Sammlerkulturen und dem Übergang zur Sesshaftigkeit zuzurechnen sind. Auch bronzezeitliche Keramikscherben wurden entdeckt. In der Antike stand die Gegend unter phönizischem, später unter karthagischem Einfluss; bedeutendster Fund aus dieser Zeit ist ein (zur Opferung bestimmter?) Widder. In keltischer, römischer und westgotischer Zeit war der Festungsberg zeitweise besiedelt; die Römer erbauten mindestens zwei Landgüter (villae rusticae) auf dem Gebiet der Gemeinde. Zu Beginn des 8. Jahrhunderts wurde die Region von den Mauren überrannt; sie gründeten eine Festung mit Namen Hisn Atiba, aus welcher der Ortsname entstand. Im Jahr 1326 fand in der Ebene von Teba oder von Antequera die Schlacht am Guadalhorce statt, bei der die Truppen des kastilischen Königs Alfons XI. (reg. 1312–1350) siegreich blieben. Vier Jahre später verloren die Christen, unter denen sich auch eine Gruppe schottischer Ritter unter der Führung von James Douglas of Douglas befand, die Schlacht von Teba. Doch noch am selben Tag wendete sich das Schlachtenglück und Teba kam unter christliche Herrschaft (reconquista); das Gebiet wurde dem Santiago-Ritterorden übergeben und wurde Bestandteil des Königreichs Sevilla. In der Folgezeit begann eine rege Bautätigkeit, die zunächst nur das etwa 25.000 m² große Gelände des Burgbergs umfasste; erst ab dem 15. Jahrhundert dehnte sich der Ort entlang der Bergflanken aus. Ende des 15. Jahrhunderts wurden auf der Grundlage des Alhambra-Edikts der Katholischen Könige Isabella I. von Kastilien und Ferdinand II. von Aragón die Juden aus Spanien vertrieben. In den Jahren 1609 bis 1615 folgte unter Philipp III. und seinem Ersten Minister, dem Herzog von Lerma, die Ausweisung der Morisken.

## Sehenswürdigkeiten
- Von der mauerumgürteten maurischen, später christlichen Festung auf dem Burgberg (Castillo de la Estrella), dem größten in der Provinz Málaga, sind nur wenige Reste erhalten; der auf quadratischem Grundriss errichtete Bergfried (torre del homenaje) überragt die Anlage.[8][9]
- Die eintürmige Iglesia de la Santa Cruz la Real entstand in den Jahren von 1699 bis 1715. Die drei Kirchenschiffe sind durch 8 m hohe Marmorsäulen aus der Sierra de Torcal bei Antequera voneinander getrennt.[10]
- Vom im 15./16. Jahrhundert erbauten Franziskanerkloster (Convento de San Francisco) sind nur Teile der Fassade erhalten.
- Der zu einem kleinen Hotel umgebaute Palacete del Marqués de Greñina stammt aus dem 19. Jahrhundert.
- Das Museo Histórico Municipal de Teba präsentiert antike Funde aus verschiedenen Grabungen auf dem Gemeindegebiet.

Umgebung
- Ca. 3 km südöstlich des Ortes befindet sich die Casa Huerta de la Cueva, eine in traditionellem Stil erbaute Hotelanlage.
- Nur etwa 1 km östlich davon befindet sich eine Schlucht (Tajo del Molino), in der ehemals eine Mühle stand.

## Feste
Neben der Semana Santa und dem Fest des Stadtpatrons Santo Toribio de Liébana sind zwei originelle Veranstaltungen hervorzuheben:
- Auf der jährlich Anfang Oktober stattfindenden Feria del Queso stellen Käseerzeuger aus ganz Spanien ihre Produkte aus; daneben sind auch Verkostungen von Wein, Olivenöl, Würsten, Honig u. a. möglich.[11]
- Ende Juli, Anfang August finden zu Ehren eines während der Schlacht von Teba (1330) gefallenen schottischen Ritters die Jornadas de Sir James Douglas statt.

## Partnerstadt
- Melrose, Schottland